# Stora Karlsö
Stora Karlsö (Wyspa Karola Większa) – mała szwedzka wyspa na Morzu Bałtyckim, położona ok. 6 km na zachód od Gotlandii. 

## Natura
Większą część wyspy stanowi wapienny płaskowyż osiągający 52 m n.p.m. Płaskowyż ten tworzy wysokie i strome klify wzdłuż brzegów wyspy. Główną formacją roślinną na Stora Karlsö są zespoły, porastające połacie gołych, suchych i krasowiejących pokryw skalnych, zwanych alwarami. Tworzą je murawy naskalne, zarośla, składające się głównie z jałowców oraz małe zagajniki drzew liściastych. W wilgotniejszych zagłębieniach płaskowyżu o głębszych glebach powstały wielogatunkowe łąki, na których proces kształtowania wpływ miał prowadzony na wyspie wypas owiec.
Cechą charakterystyczną wyspy jest bogactwo gatunków ptaków i roślin. Znajdują się tam duże kolonie nurzyków (około 6500 par) oraz alek (7500 par). Wiosną na wyspie kwitnie dużo roślin z rodziny storczykowatych, głównie kukułka bzowa (Dactylorhiza sambucina) oraz storczyk męski (Orchis mascula). Rosną tam także rośliny rzadkie dla szwedzkiej flory, takie jak miłek wiosenny (Adonis vernalis), sałata wyniosła (Lactuca quercina, zwana w języku szwedzkim 'Karlsösallat' – od nazwy wyspy), zanokcica (Asplenium) oraz kokorycz (Corydalis gotlandica jedyna endemiczna roślina na Gotlandii). Na wyspie występują różne formacje roślinne, m.in. formacje z jałowcem, nawapienne i bazofilne murawy, skandynawskie alwary, prekambryjskie wychodnie skał wapiennych czy bruki wapienne.
Od 1880 r. wyspa jest rezerwatem przyrody, drugim najstarszym na świecie, po Parku Narodowym Yellowstone, obszarem ochrony przyrody. Po objęciu ochroną zaprzestano na wyspie wszelkich działań, w tym wypasu owiec. W konsekwencji charakterystyczne dla niej siedliska zaczęły ulegać zmianom. Zawleczone na wyspę gatunki obce rozprzestrzeniały się, m.in. wiśnia wonna (Prunus mahaleb), pojawiły się także liczne zarośla jałowca, zagrażając bogactwu rodzimej flory potrzebującej otwartych łąk. W 2006 r. obszar wyspy włączono do sieci Natura 2000. W rezerwacie rozpoczęto prace mające przywrócić przyrodzie wyspy jej wcześniejszy, otwarty charakter. Wprowadzono ponownie wypas owiec, jako element tradycyjnego wykorzystania tego terenu.
Od maja do sierpnia organizowane są rejsy z Klintehamn, zarówno na Stora Karlsö jak i na sąsiednią Lilla Karlsö.

## Osadnictwo
Istnieją dowody na to, że Stora Karlsö była zamieszkana od epoki kamienia, znalezione przede wszystkim w jaskini Stora Förvar na północnym brzegu wyspy. Na wyspie znajdują się liczne groby z epoki brązu, żelaza, wikingów i średniowiecza. Wyspa była zamieszkiwania najpewniej głównie w miesiącach letnich.
Podczas średniowiecza na wyspie istniał kamieniołom marmuru, który dał materiał na budowę wielu kościołów na Gotlandii.

### Osada rybacka
Wyspa była najliczniej zamieszkana w XIX wieku. Była podzielna między gotlandzkich rolników, którzy wypasali tam owce. Do każdej działki przypisana była ich określona liczba. Posiadaczowi działki przysługiwały też prawa do polowania na wyspie. Rybołówstwo (głównie śledzia i flądry) było nieograniczone dlatego też w latach 30. XIX wieku powstało tam 80 chat rybackich. W sezonie rybackim nocowało tam 200-300 osób. Do czasów współczesnych pozostały dwie, kamienna Mosebod i drewniana Herrbodi (obecnie znajduje się tam restauracja). Osada posiadała własny sąd i sędziego, a także kierownika portu. Jedną ze stosowanych kar było staini – wygnanie na skałę ok. 500 metrów od brzegu wyspy. 
Zmiany w rolnictwie na Gotlandii w drugiej połowie XIX wieku spowodowały spadek zainteresowania rybactwem i gwałtowny spadek liczby rybaków na wyspie. Łodzie motorowe zmniejszyły potrzebę nocowania na wyspę.